# Ralph Fitch
Ralph Fitch (* vor 1583; † 1611) war ein englischer Reisender. Er reiste 1583 mit John Newberry im Auftrag Königin Elisabeths auf der Landroute nach Indien, besuchte Basra und Ormuz, wo sie von den Portugiesen verhaftet und nach Goa gesandt wurden. Sie erreichten schließlich den Hof des Moguls in der Nähe Agras. Fitch trennte sich von Newberry und zog zwei Jahre lang allein durch Indien. 1586–1591 bereiste er Burma, Ceylon und Cochin, bevor er 1591 nach England zurücksegelte. Die Erkenntnisse seiner Reisen trugen wesentlich zur Gründung der Englischen Ostindienkompanie bei.

## Werke
- Aanmerklyke Reys van Ralph Fitch, Koopman te Londen, Gedaan van Anno 1583 tot 1591. Na Ormus, Goa, Cambaya, Bacola, Chonderi, Pegu, Jamahay in Siam, en weer na Pegu: van daar na Malacca, Ceylon, Cochin, en de geheele Kust van Oost-Indien. Nu aldereerst uyt het Engelsch vertaald. Met schoone Figueren, en een volkomen Register. Leyden, Van der Aa, 1706 (Wichtige/besondere Reise von  Ralph Fitch, Kaufmann zu London, getätigt von Anno 1583 bis 1591. Nach Hormus, Goa, Cambaya, Bacola, Chonderi, Pegu, Jamahay in Siam, und weiter nach Pegu, von dort nach Malakka, Ceylon, Cochin, an die gesamte Küste von Ostindien. Nun zuerst aus dem Englischen erzählt/übersetzt. Mit schönen Bildern und einem vollständigen Register. Leyden, Van der Aa, 1706.)